# Stenus callosus
Stenus callosus är en skalbaggsart som beskrevs av Wilhelm Ferdinand Erichson. Stenus callosus ingår i släktet Stenus och familjen kortvingar. Inga underarter finns listade i Catalogue of Life.